# ناصر بن راشد السعدون
ناصر الأشقر باشا بن راشد بن ثامر السعدون أمير قبيلة المنتفق العراقية حين كانت إمارة ثم لواء ضمن الدولة العثمانية ومؤسس مدينة الناصرية جنوب العراق التي صارت مقرّاً لمتصرفية المنتفق سنة 1869م، استجابةً لطلب والي بغداد، مدحت باشا، وقد حمل رتبة أمير الأمراء في 26 شوال 1283هـ/آذار-مارس 1867م، ثم رفع إلى رتية مير ميران في 29 شوال 1286هـ/كانون الثاني-يناير 1870م، وعندما طلب الوالي منه المساعدة في حملته على الأحساء 1871 دعمه بنحو ألف من المنتفق بقيادته. فكافئه الوزير بأن بدل رتبته إلى بكلربكي في 7 جمادى الآخرة 1288هـ/تشرين الأول-أكتوبر 1871م، وفي 22 رجب 1291هـ/آب-أغسطس 1874م أصبح والي ولاية البصرة برتبة وزير، وسافر إلى الأستانة في 23 رجب 1292هـ/آب-أغسطس 1875م عن طريق بغداد، حيث تمكن من فصل البصرة عن بغداد فصارت البصرة ولاية، وقد كان حدث بينه وبين قاسم باشا الزهير مشادة حاول فيها أن يقتل قاسم باشا -وقيل أن يسجنه- ففر هاربا إلى الأستانة ليقدم شكايته، فجرى فصل ناصر السعدون عن ولاية البصرة، وعين في مجلس -شوراي دولت- إلى أن توفي في الأستانة بتاريخ 9 ربيع الأول 1303هـ/كانون الأول-ديسمبر 1885م. ولقب بالأشقر لوسامته.

## شخصيته
امتاز ناصر الأشقر بن راشد بوعي منفتح أخرجه من الفكر القبلي إلى الفضاء الواسع لشخصه وبلده، فقد كان من أوائل من نادى أبناء قبيلته بتملك الأراضي بالطابو، لإدراكه بأهمية الاستثمار الزراعي، وله مزارع كثيرة. فلا غرو فقد ورث فكر استصلاح الأراضي البور من والده راشد الذي قضى شطرًا من حياته الأولى لدى أخواله آل زامل زعماء بلدة الدلم في منطقة الخرج المشهورة بنخيلها، وحين عاد موطنه أدرك أهمية الأراضي البور الواقعة على شط العرب جنوب البصرة، فاشترى حقوق استثمارها من حكومة بغداد العثمانية. ونجح في تعميرها وتحويلها إلى بساتين سنة 1226هـ/1811م وسميت بالمعامر. وقد حول النشاط الاستثماري في الزراعة الشيخ راشد إلى رجل واسع الثراء. وقد ورث لبنيه منصور وناصر ذلك الثراء الكبير.
مع ذلك فقد كان ناصر باشا السعدون صاحب شخصية سياسية وقبلية قوية، واتسمت شخصيته بالنزعة التمردية الاستبدادية. وقد بدرت منه تصرفات غير حكيمة، وذلك عندما أصبح واليًا للبصرة فأنه أوكل ابنه الأكبر فالح باشا مشبخة ولواء المنتفق ولإبنه الثاني مزيد باشا متصرفية لواء الأحساء، وأبدى نزعة استقلالية بولاية البصرة عن الدولة العثمانية. وقد كثرت الشكاوي ضده عندما كان واليًا للبصرة، حيث انصبت كلها على قسوته وظلمه، ولم ترد أي شكاية تتهمه بالرشوة أو خيانة الأمانة وذلك لثرائه الفاحش، ولكن ثبوت نزاهته المالية لا يعني برائته من استغلال نفوذه الإداري لمصالحه الذاتية، وذلك أنه منسجم مع العرف السائد في مجتمع لايستنكر اتخاذ الوظيفة العامة وسيلة لخدمة المصالح الشخصية.

## البداية
في سنة 1277هـ/1860-1861م مع بداية حكم الوالي نامق باشا وقيل الوالي توفيق باشا وضعت مشيخة المنتفق في مزاد بين الشيخ منصور وبين الشيخ بندر بن ناصر الثامر حيث رست على الشيخ بندر بمبلغ 4900 كيس -الكيس 500 قرش، أي 5 ليرات ذهبية- ومدة الالتزام كانت 3 أعوام، وكان ذلك بتاريخ 20 شوال 1277هـ/نيسان-أبريل 1861م،  ويبدو أن تأمير بندر بن ناصر اقتضى من السلطة ابعاد منصور عن ديرة المنتفق. فكان منصور في ربيع الأول من 1278هـ/أيلول-سبتمبر 1861م مقيما في أنحاء الدغارة، ويرجح أن شقيقه ناصر كان معه، لذلك غابت أخبار الأخوين  من المصادر طيلة السنوات الثلاث التي تلت خبر سفرهما إلى بغداد سنة 1276هـ/1860م. وانتهى هذا الغياب بعد أن قاد ناصر فرسان المنتفق للمشاركة في الحملة العثمانية ضد شمر سنة 1862-1863م، وعندما شارفت مدة الالتزام على الانقضاء جرى تجديد المشيخة لبندر لثلاث سنوات، إلا أنه توفي في بغداد يوم 13 تشرين الثاني-نوفمبر 1863م/2 جمادى الآخرة 1280هـ بعد ترأسه المشيخة بعدة أيام وهو لا يزال مدينا لخزينة الحكومة بحوالي 25 ألف شامي، وقد دفن في بغداد. وبعدها أراد الوزير نامق باشا أن يفصل بعض مناطق المنتفق عنها لتقليل نفوذها في نطاق ضيق وتحويل الديرة إلى وحدة إدارية يديرها قائمقام، فوافق منصور باشا على ذلك شرط تعيينه متصرفًا عليها، وأنه سيجعلها تابعة للدولة مثل سائر البلاد العثمانية، فجرى تعيينه قائمقام على سوق الشيوخ دون مسمى «الشيخ». فجرد نامق باشا المنتفق من بعض أراضيها، ومنع منصور من معظم سلطاته على القبيلة. ولم تكن في نية الشيخ منصور تنفيذ تلك الطلبات، لذا فما أن وصل دياره حتى ألغى القرار وحرض القبيلة على التمرد. ولكن خالد السعدون ذكر بأن «الروايات المحلية تبرئ منصور من تهمة التآمر السري ضد الحكومة وتحمل شقيقه ناصر المسؤولية في قيادة معارضة القرار الحكومي، فناصر عاد بمعية أخيه من بغداد الذي قبل القائمقامية، ولكنه  ما إن وصل حتى شق عصا الطاعة وحشد أنصاره لمفاومة تنفيذ القرار بالقوة». فرفضت القبيلة بزعامة ناصر إجراءات الوالي، وأحدث ذلك حالة من القلاقل والاضطرابات في عموم المنتفق. فكتب الشيخ منصور إلى نامق باشا معلنًا بأن الزعماء التابعين له يرفضون الحكم الجديد وأن أخاه ناصر يؤلب عليه القبائل، وطلب منه المساعدة ضده. فظن نامق باشا أن منصور يتلاعب به فعزله وعين بدلا منه فهد العلي الذي كان موجودًا في بغداد أثناء تلك الأحداث، وتعهد للوالي بتنفيذ ما اتفق عليه مع الشيخ بندر بن ناصر الثامر مع اشتراطه للوالي أن يصدر عفوًا عامًا عن منصور وأخيه ناصر، وكان ذلك في 12 تشرين الأول-أكتوبر 1863م.
إلا أن منصور وناصر لم يقبلا بهذا الأمر، فاستعد الجميع للمعركة. فوقع المحظور بين أبناء المنتفق في «معركة الطينه»، وانهزم الأخوين أمام قوة الأمير الجديد المدعوم من بغداد. ثم أفرزت قوة خاصة بقيادة حافظ باشا لمطاردة الأخوين، فجرى أسر الشيخ ناصر ونقل إلى بغداد حيث فرضت عليه الإقامة الجبرية في بغداد ثم حولت لاحقا إلى ابعاده مع اتباعه إلى نواحي مندلي حيث مكثوا فيها حوالي السنة، في حين اتخذ منصور من الصحراء ملاذا له، ولكنه عاد بعد فترة وسلم نفسه إلى قائمقامية البصرة دون شرط، ثم نقل إلى بغداد حيث قبل الوالي نامق باشا دخالته وعفا عنه، وكان ذلك في شعبان 1282هـ/كانون الأول-ديسمبر 1865م.

## مشيخة ومتصرفية المنتفق

### المشيخة

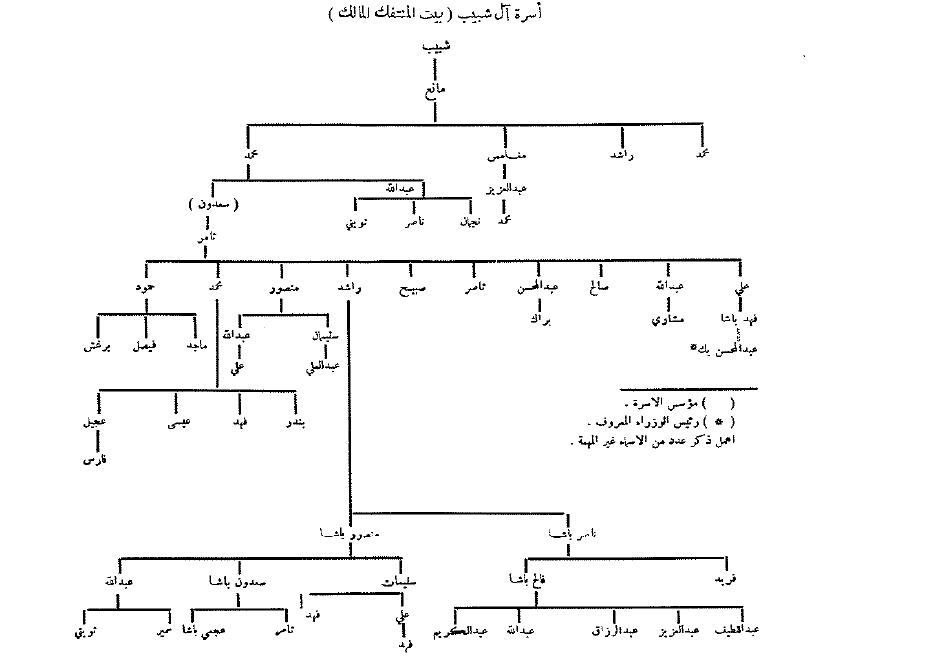
أسرة السعدون - كتاب أربعة قرون من تاريخ العراق الحديث - المؤرخ الأنجليزي ستيفن هيمسلي لونكريك.

بعد أن نال ناصر باشا الموافقة من السلطات على العودة من المنفى شريطة أن لا يدخل ديرة المنتفق، فاستوطن بين الكوت والنعمانية في شعبان 1282هـ/كانون الأول-ديسمبر 1865م. ثم توجه إلى الحج في نيسان-أبريل 1866م/ذي الحجة 1282هـ وجعل عودته تكون في فترة المنافسة على التزام المنتفق حين ينتهي التزام ابن عمه الشيخ فهد في أيلول-سبتمبر من السنة ذاتها. وبعد انتهاء فترة ولاية فهد باشا العلي في الحكم في ربيع الثاني 1283هـ/أيلول-سبتمبر 1866م تماهل فهد في إكمال اجراءات تجديد الالتزام، مما حدا بناصر باشا أن يجمع مناصريه ويمشي بهم نحو فهد باشا فانتزع منه المشيخة انتزاعًا، وبعدها اتفق مع الوالي نامق باشا لإسناد مشبخة المنتفق إليه بشرط ترحيل فهد باشا إلى الديوانية ونفذ الوالي الأمر دون اعتراض، ثم ورد ناصر مرسوم التعيين مؤرخًا في 3 شعبان 1283هـ/10 كانون الأول-ديسمبر 1866م وينتهي في أيلول-سبتمبر 1869م/1285

### متصرفية المنتفق
في سنة 1869م أراد والي بغداد الجديد مدحت باشا أن ينقل أرض المنتفق من مشيخة إلى وحدة إدارية حكومية، فاتفق مع الشيخ ناصر على الأمور التالية:
- تأسيس متصرفية المنتفق بدلا من مشيخة المنتفق وتكون برئاسة ناصر الأشقر.
- بناء حاضرة جديدة برغبة الأشقر وجعلها عاصمة للمتصرفية بدلا من عاصمتها الحالية سوق الشيوخ، وتسمية الحاضرة الجديدة باسم الناصرية تيمنًا باسمه، وقد بنيت بشكل عصري لم تألفه مدن العراق في ذلك الوقت، وتبرع ناصر باشا لبناء المدينة بمبلغ 4250 ليرة ذهب، وألف أخرى لإنشاء جسر من القوارب يربط المدينة بالجانب الآخر من نهر الفرات
- تفويض الأراضي الأميرية وشرائها من الدولة وتسجيلها بسندات الطابو، وتوطين ساكنيها من العشائر، ولم يكن هذا التفويض خاصًا بالمنتفق، إنما كان في جميع العراق بعد صدور الطابو العثماني في 26 صفر 1278هـ/1861م.[34][35] وكان لنفوذ ناصر باشا مهمًا في تسجيل معظم أراضي المنتفق له ولأقربائه ولخاصته، إلا أنه في نفس الوقت كان يحث ويشجع الجميع أن يفعلوا مثله ويسجلوا أراضيهم بإسمهم، ولكن حماسه هذا اصطدم بجدار من الصمت وعدم المبالاة من الجميع، وذلك خوفًا من الجندية ودفع الضرائب والاستقرار،[36] وكذلك خوفهم من سهولة وصول الحكومة إليهم، والكد التعب في عمليات الزرع، كما أن ذلك يتطلب منهم دفع الأموال لشراء الطابو.[37]

وقد دعم الوالي مشروع المتصرفية الجديد وحيّد أبرز منافسي ناصر باشا ممن يحتمل أن يقودوا أي معارضة واسعة، وهما منصور باشا وفهد باشا حيث ألزمهما الوالي بزيارة ناصر في بغداد لتهنئته بالمنصب الجديد. فقام منصور بزيارة شقيقه صباح يوم 29 ربيع الأول 1286هـ/تموز-يوليو 1869م، ثم زاره فهد باشا عصر اليوم نفسه.

### المتصرف ناصر باشا
غادر المتصرف الجديد بغداد في 13 آب-أغسطس 1869م نحو مقر عمله ومعه قوة من العساكر المعين للواء الجديد، وهي فرقة من الدرك تضم فوجين من خيالة وفوج مشاة. ولكن ظهرت مشكلة ازدواجية وضع ناصر، فهو متصرف للواء وأيضًا شيخ قبيلة المنتفق التي تمتد ديارها إلى داخل حدود لواء البصرة المجاور. وما أن استقر ناصر في منصبه إلا وأرسل إلى مدحت باشا بضرورة ضم أراضي القبيلة في لواء البصرة إلى لواء المنتفق، ولكن مدحت باشا لم  يلب الطلب، بل قام أثناء زيارته للبصرة بتفقد منطقة القرنة، فأصدر قرارًا يفصلها عن المنتفق وتشكيل قضاء فيها يتبع لواء البصرة. فسارع ناصر بالتوجه إلى البصرة حيث نجح عن طريق الإقناع والتهديد المبطن بصرف مدحت باشا عن عزمه، فأبطل قراره وأبقى القرنة كما كانت جزءًا من المنتفق. وسبب اهتمام ناصر بالقرنة باعتبارها مركز ثلث بني مالك من المنتفق، فكان كثيرًا ما يتفقدها بشخصه أو يرسل أحد أبنائه للإقامة فيها فترة من الزمن.
ولم تكد تنتهي سنة 1869م حتى اندلعت ثورة الدغارة أو ذبحة المتصرف، التي قتل فيها ابن أخت الوالي توفيق بك متصرف الحلة. فأوعز الوالي إلى ناصر السعدون بمساعدته في اجهاض هذا التمرد، فجهز 4000 خيال بقيادة فهد باشا العلي. إلا أن تلك القوة لم تشترك في أي معركة ولكن أثبتت أهمية المنتفق لدى الوالي، مما دعاه أن يشكرهما على هذا العمل، فعين الشيخ فهد باشا متصرفًا للواء الحلة في جمادى الآخرة 1286هـ/أيلول/سبتمبر 1869م، ثم متصرفًا للديوانية سنة 1870م بعد فصلها عن لواء الحلة. أما ناصر فقد كتب الوالي إلى الصدارة العظمى مشيدًا بدوره واقترح بترقيته إلى ميرميران، ومنح ابنه فالح باشا وابن أخيه سليمان بك الوسام المجيدي من الدرجة الخامسة لمساهمتهم في قمع الثورة، فصدرت فيهم الإرادة السلطانية في 29 شوال 1286هـ/1 شباط/فبراير 1870م.

### القبض على عبد الكريم الجربا
ثار عبد الكريم الجربا في أوائل آب-أغسطس 1871م ضد حكومة بغداد مستغلا توجه معظم القوات العثمانية في العراق نحو الأحساء، فأعلن الوالي عن مكافأة لم يأتي به حيًا أو ميتًا، وبدا أن التمرد قد فشل، فهزمت القوات الحكومية قواته في الشرقاط فانهزم عبد الكريم متوجها نحو الصحراء. فحاول اللجوء والاحتماء عند عبد المحسن الهذال شيخ عنزة، ولكن بسبب تهديدات مدحت باشا بمعاقبة كل من يقدم له يد العون رفض إيوائه. فحاول الوصول إلى نجد واللجوء عند آل رشيد أمراء حايل، إلا أن محمد بن عبدالله الرشيد اتخذ الموقف نفسه بعد تلقيه رسالة شديدة اللهجة من الوالي. وبذلك أحكم مدحت باشا الحلقة حول عبد الكريم. فبقي عبد الكريم في البادية الشامية وهي أرض تتبع قبيلة المنتفق، وقد غض ناصر الأشقر الطرف عن وجوده في أرض المنتفق، إلا أن فرحان باشا أخو عبد الكريم أبلغ السلطات عن مكان وجوده هناك، فأرسل الوالي إلى ناصر السعدون بأن يقبض عليه مادام موجودًا في باديته، ثم يرسله حيًا إلى بغداد. فاضطر ناصر السعدون بالتقصي عنه في أرجاء الشامية، حتى علم بمكانه فأرسل إليه يدعوه، وأنه سيحاول الحصول على عفو له من الحكومة. فلما حضر عبد الكريم الجربا إلى مكان الدعوة آمنًا مطمئنًا أمر ناصر السعدون أن يلقي القبض عليه. فلما رأى عبد الكريم نية الغدر حاول ركوب جواده، إلا أن أعوان ناصر كانوا قد أحاطوا به وقبضوا عليه وجرح عبد الكريم إثناء العراك. فأمر ناصر السعدون أن يشد وثاقه ويرسله إلى الوالي مدحت باشا. وفي رواية أخرى تذكر أن عبد الكريم قد دُفِع هو وأنصاره دفعًا باتجاه المنتفق وهناك هاجمهم ناصر باشا السعدون الذي كان بانتظارهم، فأسر عبد الكريم بعد أن جرح في المعركة، ثم أرسله إلى مدحت باشا، وحسب عباس العزاوي فإن ذلك كان سنة 1288هـ/1871م.
لا يزال لا يعرف بالضبط ما سبب تسليم ناصر السعدون عبد الكريم الجربا للوالي -تلك السقطة الكبيرة حسب د خالد السعدون-، ومن الأسباب التي رجحها المؤرخون هي:
- العلاقات الحسنة بين ناصر والوالي.[48]
- العداء القديم بين المنتفق وقبيلة شمر وتنافسهما على التفرد بالنفوذ في العراق، وهو تعليل ضعيف لبعد الشقة بين أراضي تلك القبيلتين، وعدم تمكن أي منهما من التحكم بالعراق الذي يموج بالقبائل القوية، بالإضافة لعدم وجود عداء سافر بينها.[49]
- كان ناصر يتوق إلى تولي ولاية البصرة، مع أن استحداث ولاية في البصرة لم يكن أمرًا مطروحًا في بساط البحث في ذلك الوقت.[50]
- كان ناصر تواقًا في الحصول على المكافأة وهي عشرة آلاف قرش، وهي من أكثر الأسباب قبولا، مع أن ناصر كان ثريًا.[50]

## ما بعد المتصرفية
بعد نجاحه في إنجاز سداد الجزائر أغراه ذلك بالتفكير في تولي مهمة أكثر طموحا وهي إنشاء سدة الهندية التي أدى انهيار بناؤها السابق إلى تحويل مجرى نهر الفرات وخراب المزارع المعتمدة على نهر الحلة، فاقترح على الوالي رديف باشا فكرة بناء السدة دون أن تتكبد خزينة الدولة أي مبالغ باهظة، حيث يقتصر الإنفاق على توزيع الخلع على شيوخ العشائر ومنحهم مخصصات مالية قليلة. فطلب من الوالي تعيينه عضوا في مجلس إدارة الولاية ليتفرغ للمشروع، وأن يعين ابنه فالح باشا خلفًا له في متصرفية المنتفق. فاقتنع الوالي بالفكرة وأرسل إلى الباب العالي فجاءت الموافقة على التعيين في 11 محرم 1291هـ/27 شباط-فبراير 1874م. ولكن تلك الفكرة تعطلت قليلًا بسبب انشغاله بالحملة على الأحساء حتى عاد إلى البصرة في شباط-فبراير 1875م، ثم انتقل إلى العاصمة اسطنبول حيث استدعته الدولة إليها. وقد حظي بترحاب كبير من قمة السلطة، فاستقبله السلطان عبد العزيز ثلاث مرات وأهداه سيفًا مرصعًا، واحتفى به الصدر الأعظم والوزراء. وسبب ذلك الاحتفاء هو ماوزعه من هدايا وهبات كلفته مبالغ كبيرة، حتى بلغ ما أنفقه في تلك الرحلة حوالي 60 ألف ليرة، ولكن أسفرت تلك الرحلة عن قرار تعيينه واليًا على البصرة دون أن يرد أي ذكر لمشروعه الطموح في سدة الهندية.

### حملة الأحساء
عندما سير والي العراق مدحت باشا حملته إلى الأحساء، خرج مع الحملة ناصر وأخيه منصور باشا ومعهم نحو ألف من المنتفق، وركب ناصر ومنصور السفن برفقة القوات الحكومية. وبعد عودته إلى الناصرية طلب ناصر باشا من الوالي تكريمه على خدماته للدولة، فرفع الوالي بتاريخ 1 جمادى الأولى 1288هـ/9 يوليو 1871م توصية بمنحه الوسام المجيدي، فصدرت الموافقة السلطانية على منحه الوسام المجيدي من الدرجة الثالثة بتاريخ 3 جمادى الآخرة 1288هـ/21 أغسطس 1871م. وبعد 3 سنوات ولكثرة التكاليف والنفقات بدأ العثمانيون يتحولون من نظام الحكم المباشر للأحساء إلى نظام قليل الكلفة، فلجأت الدولة إلى عضو مجلس إدارة ولاية بغداد ناصر باشا لمساعدتها في الخروج من ذلك المأزق، فاقترح على الوالي رديف باشا استبدال متصرف الأحساء بمتصرف محلي، وكان ذلك في خلال زيارته لبغداد في الفترة من نهاية يوليو حتى منتصف أغسطس 1873م. وبعد ذلك توجه ناصر إلى الأحساء وبصحبته أربع سفن عثمانية وهي (آشور وأبوس ولبنان وسينوب) ومعه أحمد باشا قائد الحاميات في الأحساء. وعند وصوله مدينة الهفوف أعلن أمام الناس في آذار/مارس 1874 عن سياسة الدولة التي تعتزم تطبيقها في البلاد، وأعلن أيضا عن تنصيب صهره «بزيع بن محمد بن عريعر» أحد شيوخ بني خالد متصرفًا للإقليم وترك له قوة صغيرة من الشرطة تقدر بـ 100 جندي لتساعده في تثبيت الأمن بالإضافة إلى حامية من الجندرمة، وسحب معظم جنود الدولة من الإقليم وعاد بهم إلى البصرة، وأحل محلهم قوات من القبائل العربية ومن الأكراد. ولكن هذا الأمر كان له ارتدادات عكسية في الأسابيع اللاحقة، حيث وجد عبد الرحمن آل سعود أن الفرصة مناسبة للثورة، فاتصل ببعض قبائل الأحساء، فاحتل العقير ثم الهفوف أواخر 1874، وكادت ثورته أن تنجح لولا أن سارعت الدولة بإرسال ناصر السعدون مرة أخرى في تشرين الثاني/نوفمبر 1874م الذي أبحر من الفاو ومعه أربعة أفواج من القوات الحكومية بينما يزحف إبنه مزيد بقوة برية من المنتفق قوامها ألفا فارس، وتضاربت الروايات حول العدد الفعلي لقوة مزيد، إذ ذكر القنصل البريطاني في بغداد أنها حوالي ألف فارس وألف هجان، أما القنصل البريطاني في البصرة فذكر أن ناصر أخبره في بداية الأمر بأنه سيدفع بألف فارس ولكنه ما ساقه في النهاية إلى الأحساء لم يتجاوز المئتين وقيل معه 2400 جندي وأربعة مدافع -قيل عشرة آلاف مقاتل ومعهم ألف بعير تحمل المؤن والذخيرة-، فقام بإلحاق هزيمة سهلة بقوات عبد الرحمن آل سعود، ودخل هو وجنوده بلدة الهفوف أواخر ديسمبر 1874م/ذي القعدة 1291هـ، فنهبوا وأباحوا البلدة ثلاثة أيام فقتلوا خلائق كثيرة ونهبوا أموالا عظيمة، ثم عين ابنه مزيد باشا متصرفًا للأحساء بدلا من بزيع العريعر، وعاد إلى البصرة في شباط-فبراير 1875م. وقد كافأته الدولة على تلك الأعمال بتعيينه واليًا على البصرة التي رفعت إلى درجة الولاية في ذلك العام.

## ولاية البصرة
كانت البصرة متصرفية حتى رجب 1292هـ/آب-أغسطس 1875م عندما اتخذت الحكومة المركزية قرارًا باستحداث ولاية البصرة وتعيين ناصر باشا السعدون واليًا عليها خلال وجوده في اسطنبول. وضمت الولاية الجديدة لواء المنتفق ولواء نجد ولواء العمارة، واستمر ناصر والياً عليها حتى 1294هـ/1877م. وكانت ولايته في أواخر حكم السلطان عبد العزيز وطيلة حكم السلطان مراد الخامس حتى بداية عهد عبد الحميد الثاني، وزمن حكم ولاة العراق:محمد رؤوف باشا ثم رديف باشا وعبد الرحمن باشا انتهاءً بوزارة عاكف باشا. ويعد ناصر السعدون أول والي عربي على البصرة.
ذكرت عدة روايات بأن إنشاء ولاية البصرة هي مكافأة لناصر بعد نجاحه في القضاء على تمرد الأمير عبد الرحمن الفيصل وإخضاع الأحساء، في حين ذكر لوريمر بأنه دفع 70 ألف جنيه ثمنًا لتعيينه، وذكر مصدر بريطاني آخر بأن ناصر اشترى قرار استحداث تلك الولاية بالمال، وهو الدافع الوحيد لإصدار ذلك القرار، ولعل الحديث عن شراء المنصب متصل بما ذكر آنفا بإغداق ناصر الهدايا والأعطيات على كبار المسؤولين في العاصمة اسطنبول قبل صدور القرار. ومع ذلك فإن الحكومة المركزية تعلم أن قرار تعيين ناصر باشا للولاية هي مغامرة خطيرة، فناصر رجل طموح ومن الصعب أن تدمج الدولة له السلطتين القبلية والإدارية، وما يزيد من حساسية المنصب أن ناصر تمكن قبل أن يصبح واليًا من إقناع الحكومة بتعيين إبنيه فالح ومزيد بإدارة لواءي المنتفق والأحساء على التوالي. وللحد من صلاحياته أبقت الدولة سلطته على الجوانب المدنية ولم تعهد له بقيادة الجيش والبحرية المرابطة في ولايته.
وعند استلامه منصبه قرر أن يكون سكنه في بلدة الزبير القريبة من البصرة بحيث يسهل عليه التنقل بينهما، ولكنه كف عن الذهاب إلى البصرة في ربيع 1876م عندما انتشر الطاعون فيها، واكتفى بتصريف شؤون الولاية عن طريق الاتصال البرقي بعد أن مدته الحكومة بأسلاك برق بين الزبير والبصرة. وما أن باشر عمله حتى بدأ بمعالجة تدهور الوضع الأمني في البصرة وما حولها، فضرب بيد من حديد على المخالفين والعصابات القوية من الأعراب والعبيد الآبقين وقطاع الطرق، ومنع الأهالي من السكن خارج أسوار المدينة القديمة، وخاصة الضاحية الجديدة المقابلة لنهر العشار التي هي سهلة ومفتوحة أمام هجمات القراصنة. فتمكن من تحقيق أمن الملاحة في شط العرب وشمال الخليج العربي أيضاً.

### خلافه مع قاسم باشا الزهير
قيل أن سبب استدعاء ناصر السعدون إلى الأستانة كان بسبب تضاغن بينه وبين رئيس مجلس التجارة في البصرة قاسم باشا بن محمد الزهير وتعود أسباب تلك العداوة إلى مشكلة مالية قامت بين ناصر باشا ووكيله على أملاكه سليمان الزهير، حيث شك ناصر بتلاعب سليمان بالحسابات، فعزله عن الوكالة وأمر بتدقيق حساباته. فأظهرت عملية التدقيق وجود عجز كبير من المال لناصر بذمة سليمان الذي قام بتسديد جزء منها نقدا ورهن بساتين نخله ضمانًا لتسديد الباقي لاحقًا، وسجل الرهن باسم ناصر السعدون في دائرة الطابو إلا أنه توفي سنة 1293هـ/1876م قبل سداد كامل الدين، فوضع قاسم الزهير يده على تلك الثروة، باعتبار أنه ابن خالة سليمان وزوج ابنته، لذا فهو في مقدمة الورثة. فطلب ناصر منه الالتزام بالسداد وإلا فإنه سيضطر إلى بيع الأملاك المرهونة، فامتنع قاسم عن فك الرهن ولا بيع النخيل المرهونة قائلًا:«أنها تبقى تحت الرهن حسب الاتفاق حتى يسد ريعها ما على المتوفى من دين ثم تعاد للورثة»، فاشتعلت العداوة بينهما، حتى عزم ناصر على القبض على قاسم وسجنه. فعلم قاسم بذلك فهرب ليلا إلى قومندان البحرية خالد بك لما بينهما من صداقة قديمة، فأركبه في البارجة المسماة مسكنة ووجهه إلى بغداد. فلما أصبح الصبح أرسل ناصر باشا للقبض عليه، فوجده قد توجه إلى بغداد فأبرق إلى قائمقام العمارة بالقبض عليه من البارجة وإرجاعه إلى البصرة تحت المحافظة. فلما وصل قاسم باشا العمارة قابله شعبان باشا قائمقام العمارة بالإكرام وأضافه وأخبره بمضمون البرقية، ولم يقبض عليه بل أمره بسرعة التوجه إلى بغداد. ثم أبرق شعبان إلى ناصر السعدون وأخبره أن العمارة تابعة لبغداد، ولا يمكنه القبض على أحد إلا إذا وصله أمر من بغداد. فلما وصل قاسم باشا إلى بغداد توجه إلى الأستانة، حيث قابل السلطان عبد الحميد وشرح له حال العراق وما جرى بعد تولية ناصر باشا، وخوّفه من سياسات المنتفق ونياتهم في العراق الجنوبي. فطلبت الدولة من ناصر باشا الحضور إليها، حيث كرمته وأعطته المناصب ولكن تحت الإقامة الجبرية. وبقي قاسم باشا الزهير في الأستانة إلى أن توفي سنة 1304هـ/1887م. أما رواية خالد السعدون فتشير إلى خروج قاسم إلى بغداد واشتعال حرب البرقيات بينهما إلى الباب العالي، فقد أرسل ناصر برقية شكاية ضد قاسم في 6 يونيو/1877م، ثم أرسل بعدها بستة أيام شكاية أخرى في برقية. فيما أرسل قاسم شكايته في 10 أغسطس 1877م، فشكلت الصدارة العظمى لجنة لدراسة القضية، فتوصلت اللجنة بعد دراسات مستفيضة إلى توصية رفعتها إلى السلطان يوم 5 رمضان 1294هـ/13 سبتمبر 1877م مبرئة قاسم باشا من تهم ناصر السعدون، وأوصت المابين أن تقبل استقالة ناصر السعدون من ولاية البصرة، وإلغاء ولاية البصرة وإعادتها لواءا تابعًا لبغداد.

### استدعاء ناصر إلى الأستانة
ذكر عباس العزاوي في كتابه موسوعة تاريخ العراق بين احتلالين بأن في سنة 1294هـ/1877م قام 180 شخصًا من أعيان البصرة بتوقيع مضبطة عريضة أرسلوها إلى جريدة الجوائب الرسمية في إسطنبول يستنكرون فيها أعمال الوالي ناصر باشا السعدون وأنه «مستبد جبار»، وقد نددت به جريدة الوقت التركية، بالإضافة إلى شكاية قاسم باشا الزهير، مما أدى إلى تخوف الدولة من تلك النزعة، فأصدرت الدولة فرمان بقبول استقالته يوم 26 سبتمبر 1877م وعزل ابنه فالح باشا من منصب متصرفية المنتفق وأسندت المنصب إلى فهد باشا العلي وأمرت باستدعائه، فغادر البصرة إلى الأستانة يوم 26 شوال 1294هـ/1 نوفمبر 1877م، حيث قابل السلطان عبد الحميد الذي أصدر فرمانا في كانون الثاني-يناير 1878م بتعيينه عضوا في مجلس شورى الدولة بدرجة وزير بعد إعفائه من ولاية البصرة، وكان هذا الاستدعاء والتعيين الجديد في مظهره تكريمًا لناصر باشا الأشقر، إلاأنه كان سجنًا سياسيًا وإقامة جبرية بطريقة مهذبة، فمنع من العودة إلى العراق حتى وفاته في الأستانة سنة 1885م ودفنه بها. وذكر خالد السعدون أن انقلاب موقف الدولة على ناصر السعدون جرى بعد عزل حليفه مدحت باشا عن الصدارة العظمى في شهر فبراير 1877م. وقد قام فهد باشا العلي بعدها بصفته متصرف المنتفق بتنفيذ اجراءات فسخ تفويض الأراضي الأميرية بالطابو لناصر ومحازيبه، وكذلك اُتهِم بأنه اشترك في حملة اتهامات روجت ضد ناصر باشا بعد مغادرته.

## ثورة أخيه منصور
ذكر أحمد باش أعيان في رواية له عن بداية تمرد منصور باشا، بأنه فر من بغداد واتجه إلى قرية الحي حيث اتصل به ابن أخيه فالح باشا السعدون فجمعا عشيرة آل سعدون حيث أعلنا التمرد، ثم انضم إليهما لاحقًا الشيخ فهد العلي، في حين ذكر الدكتور خالد السعدون أن منصور بن راشد وابن عمه فهد العلي حاولا إعادة أملاك زراعية لهما فسخت حكومة ولاية البصرة ومتصرفية المنتفق تفويضها بالطابو، فخرج منصور من البصرة إلى مضاربه في أبو جويري التي تقع على نهر الغراف. وقريبا منه كانت هناك مضارب ابن عمه فهد العلي في محيرجة الساخط أيضًا على حكومة ولاية البصرة التي غدت ألعوبة بيد قاسم الزهير، الذي بلغ حقده عليه أن حاول قتله ثلاث مرات دون أن يفلح، وهناك التقى الساخطان ليعلنا التمرد ضد الحكومة، وحاولا ضم فالح باشا لهما، إلا أنه رفض بشدة في بداية الأمر. فلم يفت عضدهما ذلك الرفض، بل مضيا قدما في ثورتهما. وكان ناصر يتابع أولا بأول التطورات الخطيرة الجارية في ديرة المنتفق وهو في العاصمة اسطنيول من خلال رسائل معتمده «نعوم سركيس» ومن خلال رسائل ابنه فالح، وقد تلقى رسائل كثيرة من ابن أخيه سليمان بن منصور، وكان شقيقه منصور يبعث إليه من حين إلى آخر برسائل، وقد شكا إليه في رسالة مؤرخة في محرم 1297هـ/ديسمبر 1879م من سوء معاملة ولاية البصرة له ومعاكستها لمصالحه. إلا أن ناصر وبحكم عضويته في مجلس شورى الدولة واتصاله المباشر بمراكز صنع القرار في العاصمة ومطلعًا على وجهة النظر الرسمية، خلص إلى عدم جدوى التمرد على الحكومة في هذا الوقت.

### دوره في التمرد
استشارت الحكومة العثمانية الشيخ ناصر في رأيه بتوتر الأوضاع في المنتفق، فرد في البداية بأن ثورة أخيه منصور لا أهمية لها، ربما كان يعول على موقف ابنه فالح باشا في ابعاد قسم كبير من المنتفق عن التمرد كي يضيق نطاقه ويضعفه. إلا أن فالح أربك حسابات أبيه حين حسم أمره وقرر الانضمام إلى التمرد وذلك في برقية وجهها إلى أبيه يوم 27 رجب 1297هـ/6 يوليو 1880. لذلك عاد ناصر بعدها وقال بأن الموقف خطير وأن معالجته تكمن في حل الخلاف بين أخيه منصور والشيخ «قاسم باشا آل زهير» أحد أعيان البصرة، واقترح عزل الشيخ قاسم لحل تلك المشكلة. وقد أرسل الوالي عبد الرحمن باشا إلى الباب العالي مقترحًا بعزل والي البصرة ثابت باشا ومتصرف المنتفق أحمد بك وإلغاء ولاية البصرة إلحاقها بولاية بغداد. فوافقت الحكومة على المقترحات، وأصدرت عفو سلطاني عن الباشوات الثلاثة في رجب /حزيران/يونيو 1880م، وبدات الأمور تتجه إلى الهدوء.
عاد التوتر من جديد مرة أخرى، فأصر الفريق «عزت باشا» قائد الجيش في بغداد على ضرورة القضاء على التمرد، فتسبب إصراره في عزل الوزير عبد الرحمن باشا سنة 1880م واستبداله بالوزير تقي الدين باشا الذي أيد موقف عزت باشا الذي بذل جهودًا جبارة لسحق التمرد، بالمقابل استمر ناصر السعدون يخفف من خطر أخيه في أذهان الحكومة في إسطنبول. وكانت الدولة متأثرة برأي الشيخ ناصر ولا تعتد برأي عزت باشا الذي أبرق إلى السلطان عبد الحميد مشتكيا من أن «دراهم السعدون شلت يد أعضاء من الحكومة عن العمل»، وهو يقصد أن آل السعدون قاموا برشوة كبار الموظفين وضباط الدولة لكسب تأييدهم. وكان تأثير تلك البرقية قويًا على الحكومة وتسبب في إرباك قرارها، إلا أنها ردت على البرقية بما معناه أن الدولة لا يمكنها تحمل نفقات قوة عسكرية كبيرة، وإنه إذا أراد متابعة القتال فإن الدولة لن تمنعه بل وتفوضه مسؤولية ذلك. فضمن الجيش العثماني جميع مصاريف ونفقات تلك الحملة إن فشلت، وزاد من موقف الجيش تأييد والي بغداد تقي الدين باشا لهم. فتوجه عزت باشا بما لديه من امكانيات مادية وبشرية محدودة حتى وصل إلى بلدة الحي، حيث نشبت معركة دامية استمرت 3 ساعات، قاومت فيها العشائر مقاومة شديدة، إلا أن الجيش العثماني قد انتصر بالنهاية. وانسحب المنهزمون إلى الشامية، حيث استقروا فيها مدة شهرين بذل خلالها ناصر باشا طاقته لمعالجة ذيول تلك الهزيمة المذلة، فقد أطلعته الصدارة العظمى في 22 رمضان 1298هـ/18 أغسطس 1881م على قرار اتخذه مجلس الوكلاء يلزم المهزومين بإعلان خضوعهم للحكومة وإظهار الولاء لها، فأرسل ناصر باشا بدوره إلى ابنه فالح يأمره بطلب العفو السلطاني والتقيد بمضمون قرار مجلس الوكلاء. وقد رد فالح ببرقيتين أرسلهما لأبيه في 14 شوال/9 سبتمبر بين فيهما أنه كان على وشك تنفيذ أمره حينما فاجأه وصول طلب من عزت باشا يلزمه بدفع النفقات الحربية التي تكبدتها الخزينة جراء الحرب، وأن يرحل جميع آل السعدون إلى بغداد. وبين فالح رفضه دفع أي غرامات لأن قومه حاربوا دفاعًا عن أنفسهم، كما أبلغه برفض آل السعدون القاطع لفكرة ترحيلهم إلى بغداد، لأن الترحيل يبعدهم عن موطنهم ويحول بينهم وبين إدارة أملاكهم.

## وفاته
توفي في إسطنبول يوم الخميس 11 ربيع الأول 1303هـ/17 كانون الأول/ديسمبر 1885م، ووصل نعيه إلى بغداد عصر ذلك اليوم ببرقية أرسلها حفيده مهلهل باشا إلى نعمة الله بن فتح الله عبود، ونشرت صحيفة «ترجمان حقيقت» في إسطنبول خبر نعيه يوم 14 ربيع الأول/21 كانون الأول/ديسمبر، في حين نشرت الزوراء الخبر يوم 17 ربيع الأول/24 كانون الأول/ديسمبر، ودفن في مقبرة أبي أيوب الأنصاري في إسطنبول.

## الملاحظات
1. ↑  المعروف عند آل سعدون بأن أول من لقب بالأشقر هو عبد العزيز بن حمود بن ثامر، ثم لقب بذلك ناصر باشا وابن أخيه سعدون باشا، وغلب اللقب على آل سعدون جميعًا فلقبوا بالشقران.[9]
2. ↑  توجد هناك قصتان كاملتان لتلك المسألة، إحداهما عند النبهاني في الصفحات 434-439. والأخرى عند خالد السعدون صفحات 147-159.[71][72]